# Премия общества кинокритиков Бостона за лучшую женскую роль
Премия общества кинокритиков Бостона за лучшую женскую роль (англ. Boston Society of Film Critics Award for Best Actress) — ежегодная награда премии Общества кинокритиков Бостона, присуждаемая с 1980 года.
Актрисы могут быть награждены только за роли в фильмах, вышедших в прокат в Бостоне. Процедура подачи заявок для рассмотрения не предусмотрена.
В 2024 году премии кинокритиков в категории «Лучшая женская роль» была удостоена Майки Мэдисон, исполнительница роли Аноры Михеевой в фильме «Анора».

## Лауреаты и номинанты

### 1980-е
| Год  | Фото лауреата | Актриса                               | Фильм                                                                        | Роль                                      | Пр.   |
| ---- | ------------- | ------------------------------------- | ---------------------------------------------------------------------------- | ----------------------------------------- | ----- |
| 1980 |               | Джина Роулендс англ. Gena Rowlands    | Глория англ. Gloria                                                          | Глория Свенсон англ. Gloria Swenson       | [ 4 ] |
| 1981 |               | Марилия Пера англ. Marília Pêra       | Пиксот (Пиксот: закон слабейшего) англ. Pixote (Pixote: a lei do mais fraco) | Суэли англ. Sueli                         | [ 4 ] |
| 1982 |               | Мерил Стрип англ. Meryl Streep        | Выбор Софи англ. Sophie's Choice                                             | Софи Завистовски англ. Sophie Zawistowski | [ 4 ] |
| 1983 |               | Розанна Аркетт англ. Rosanna Arquette | Крошка, это ты! англ. Baby It's You                                          | Джилл Розен англ. Jill Rosen              | [ 4 ] |
| 1984 |               | Джуди Дэвис англ. Judy Davis          | Поездка в Индию англ. A Passage to India                                     | Адела Квестед англ. Adela Quested         | [ 4 ] |
| 1985 |               | Джеральдин Пейдж англ. Geraldine Page | Поездка в Баунтифул англ. The Trip to Bountiful                              | Кэрри Уоттс англ. Carrie Watts            | [ 4 ] |
| 1986 |               | Хлоя Уэбб англ. Chloe Webb            | Сид и Нэнси англ. Sid and Nancy                                              | Нэнси Спанджен англ. Nancy Spungen        | [ 4 ] |
| 1987 |               | Холли Хантер англ. Holly Hunter       | Телевизионные новости англ. Broadcast News                                   | Джейн Крейг англ. Jane Craig              | [ 4 ] |
| 1988 |               | Мелани Гриффит англ. Melanie Griffith | Деловая девушка англ. Working Girl                                           | Тесс Макгилл англ. Tess McGill            | [ 4 ] |
| 1989 |               | Джессика Тэнди англ. Jessica Tandy    | Шофёр мисс Дэйзи англ. Driving Miss Daisy                                    | Дейзи Вертан англ. Daisy Werthan          | [ 4 ] |

### 1990-е
| Год  | Фото лауреата            | Актриса                                        | Фильм                                                               | Роль                                                 | Пр.   |
| ---- | ------------------------ | ---------------------------------------------- | ------------------------------------------------------------------- | ---------------------------------------------------- | ----- |
| 1990 |                          | Анжелика Хьюстон англ. Anjelica Huston         | Кидалы англ. The Grifters                                           | Лилли Диллон англ. Lilly Dillon                      | [ 5 ] |
| 1990 | Ведьмы англ. The Witches | Анжелика Хьюстон англ. Anjelica Huston         | Ева Эрнст/Великая Верховная Ведьма англ. Eva Ernst/Grand High Witch |                                                      | [ 5 ] |
| 1991 |                          | Джина Дэвис англ. Geena Davis                  | Тельма и Луиза англ. Thelma & Louise                                | Тельма Дикинсон англ. Thelma Dickinson               | [ 5 ] |
| 1992 |                          | Эмма Томпсон англ. Emma Thompson               | Говардс-Энд англ. Howards End                                       | Маргарет «Мэг» Шлегель англ. Margaret "Meg" Schlegel | [ 5 ] |
| 1993 |                          | Холли Хантер англ. Holly Hunter                | Пианино англ. Georgia                                               | Ада Макграт англ. Ada McGrath                        | [ 5 ] |
| 1994 |                          | Джулианна Мур англ. Julianne Moore             | Ваня на 42-й улице англ. Georgia                                    | Елена англ. Yelena                                   | [ 5 ] |
| 1995 |                          | Николь Кидман англ. Nicole Kidman              | За что стоит умереть англ. Georgia                                  | Сюзанна Стоун Маретто англ. Suzanne Stone Maretto    | [ 5 ] |
| 1996 |                          | Бренда Блетин англ. Brenda Blethyn             | Тайны и ложь англ. Secrets & Lies                                   | Синтия Роуз Пёрли англ. Cynthia Rose Purley          | [ 5 ] |
| 1997 |                          | Хелена Бонем Картер англ. Helena Bonham Carter | Крылья голубки англ. Secrets & Lies                                 | Кейт Крой англ. Kate Croy                            | [ 5 ] |
| 1998 |                          | Саманта Мортон англ. Samantha Morton           | Под кожей англ. Under the Skin                                      | Айрис Келли англ. Iris Kelly                         | [ 5 ] |
| 1999 |                          | Хилари Суэнк англ. Hilary Swank                | Парни не плачут англ. Boys Don't Cry                                | Брэндон Тина англ. Brandon Teena                     | [ 5 ] |

### 2000-е
| Год  | Фото лауреата | Актриса                                     | Фильм                                                          | Роль                                                            | Пр.    |
| ---- | ------------- | ------------------------------------------- | -------------------------------------------------------------- | --------------------------------------------------------------- | ------ |
| 2000 |               | Эллен Бёрстин англ. Ellen Burstyn           | Реквием по мечте англ. Requiem for a Dream                     | Сара Голдфарб англ. Sara Goldfarb                               | [ 6 ]  |
| 2001 |               | Тильда Суинтон англ. Tilda Swinton          | Глубинный конец англ. The Deep End                             | Маргарет Холл англ. Margaret Hall                               | [ 7 ]  |
| 2002 |               | Мэгги Джилленхол англ. Maggie Gyllenhaal    | Секретарша англ. Secretary                                     | Ли Холлоуэй англ. Lee Holloway                                  | [ 8 ]  |
| 2003 |               | Скарлетт Йоханссон англ. Scarlett Johansson | Трудности перевода англ. Lost in Translation                   | Шарлотта англ. Charlotte                                        | [ 9 ]  |
| 2004 |               | Хилари Суэнк англ. Hilary Swank             | Малышка на миллион англ. Million Dollar Baby                   | Маргарет «Мэгги» Фицджеральд англ. Margaret "Maggie" Fitzgerald | [ 10 ] |
| 2005 |               | Риз Уизерспун англ. Reese Witherspoon       | Переступить черту англ. Walk the Line                          | Джун Картер англ. June Carter Cash                              | [ 11 ] |
| 2006 |               | Хелен Миррен англ. Helen Mirren             | Королева англ. The Queen                                       | Елизавета II англ. Queen Elizabeth II                           | [ 12 ] |
| 2007 |               | Марион Котийяр англ. Marion Cotillard       | Жизнь в розовом цвете англ. La Vie en Rose (La môme)           | Эдит Пиаф англ. Édith Piaf                                      | [ 13 ] |
| 2008 |               | Салли Хокинс англ. Sally Hawkins            | Беззаботная англ. Happy-Go-Lucky                               | Полин «Поппи» Кросс англ. Pauline "Poppy" Cross                 | [ 14 ] |
| 2009 |               | Мерил Стрип англ. Meryl Streep              | Джули и Джулия: Готовим счастье по рецепту англ. Julie & Julia | Джулия Чайлд англ. Julia Child                                  | [ 15 ] |

### 2010-е
| Год  | Фото лауреата                                | Актриса                                    | Фильм                                                       | Роль                                                     | Пр.    |
| ---- | -------------------------------------------- | ------------------------------------------ | ----------------------------------------------------------- | -------------------------------------------------------- | ------ |
| 2010 |                                              | Натали Портман англ. Natalie Portman       | Чёрный лебедь англ. Black Swan                              | Нина Сайер англ. Nina Sayer                              | [ 16 ] |
| 2011 |                                              | Мишель Уильямс англ. Michelle Williams     | 7 дней и ночей с Мэрилин англ. My Week with Marilyn         | Мэрилин Монро англ. Marilyn Monroe                       | [ 17 ] |
| 2012 |                                              | Эмманюэль Рива англ. Emmanuelle Riva       | Любовь англ. Amour                                          | Анн Лоран англ. Anne Laurent                             | [ 18 ] |
| 2013 |                                              | Кейт Бланшетт англ. Cate Blanchett         | Жасмин англ. Blue Jasmine                                   | Жанетт «Жасмин» Фрэнсис англ. Jeanette "Jasmine" Francis | [ 19 ] |
| 2014 |                                              | Марион Котийяр англ. Marion Cotillard      | Роковая страсть англ. The Immigrant                         | Эва Цибульска англ. Ewa Cybulska                         | [ 20 ] |
| 2014 | Два дня, одна ночь англ. Two Days, One Night | Марион Котийяр англ. Marion Cotillard      | Сандра Бья англ. Sandra Bya                                 |                                                          | [ 20 ] |
| 2015 |                                              | Шарлотта Рэмплинг англ. Charlotte Rampling | 45 лет англ. 45 Years                                       | Кейт Мерсер англ. Kate Mercer                            | [ 21 ] |
| 2016 |                                              | Изабель Юппер англ. Isabelle Huppert       | Она англ. Elle                                              | Мишель Леблан англ. Michèle Leblanc                      | [ 22 ] |
| 2016 | Будущее англ. Things to Come                 | Изабель Юппер англ. Isabelle Huppert       | Натали Шазо англ. Nathalie Chazeaux                         |                                                          | [ 22 ] |
| 2017 |                                              | Салли Хокинс англ. Sally Hawkins           | Форма воды англ. The Shape of Water                         | Элиза Эспозито англ. Elisa Esposito                      | [ 23 ] |
| 2018 |                                              | Мелисса Маккарти англ. Melissa McCarthy    | Сможете ли вы меня простить? англ. Can You Ever Forgive Me? | Ли Израэль англ. Lee Israel                              | [ 24 ] |
| 2019 |                                              | Сирша Ронан англ. Saoirse Ronan            | Маленькие женщины англ. Little Women                        | Джозефина «Джо» Марч англ. Josephine "Jo" March          | [ 25 ] |

### 2020-е
| Год  | Фото лауреата | Актриса                              | Фильм                                                              | Роль                                           | Пр.    |
| ---- | ------------- | ------------------------------------ | ------------------------------------------------------------------ | ---------------------------------------------- | ------ |
| 2020 |               | Сидни Флэниган англ. Sidney Flanigan | Никогда, редко, иногда, всегда англ. Never Rarely Sometimes Always | Отэм Каллахан англ. Autumn Callahan            | [ 26 ] |
| 2021 |               | Алана Хаим англ. Alana Haim          | Лакричная пицца англ. Licorice Pizza                               | Алана Кейн англ. Alana Kane                    | [ 27 ] |
| 2022 |               | Мишель Йео англ. Michelle Yeoh       | Всё везде и сразу англ. Everything Everywhere All At Once          | Эвелин Ванг англ. Evelyn Wang                  | [ 28 ] |
| 2023 |               | Лили Глэдстоун англ. Lily Gladstone  | Убийцы цветочной луны англ. Killers of the Flower Moon             | Молли Кайл англ. Mollie Kyle                   | [ 29 ] |
| 2024 |               | Майки Мэдисон англ. Mikey Madison    | Анора англ. Anora                                                  | Анора «Ани» Михеева англ. Anora "Ani" Mikheeva | [ 3 ]  |